# Trans-Ili Alatau
Trans-Ili Alatau (en kazajo: Іле Алатауы, en ruso: Заилийский Алатау), es una cadena montañosa localizado en el continente asiático en el límite de las repúblicas de Kazajistán y Kirguistán a 20 km al sur de Almatý. Antigua capital del primero.